# Healaugh (Selby)
Healaugh – wieś i civil parish w Anglii, w North Yorkshire, w dystrykcie (unitary authority) North Yorkshire. W 2011 civil parish liczyła 209 mieszkańców. Healaugh jest wspomniana w Domesday Book (1086) jako Hailaga/Helage.